# Muhammad Alam

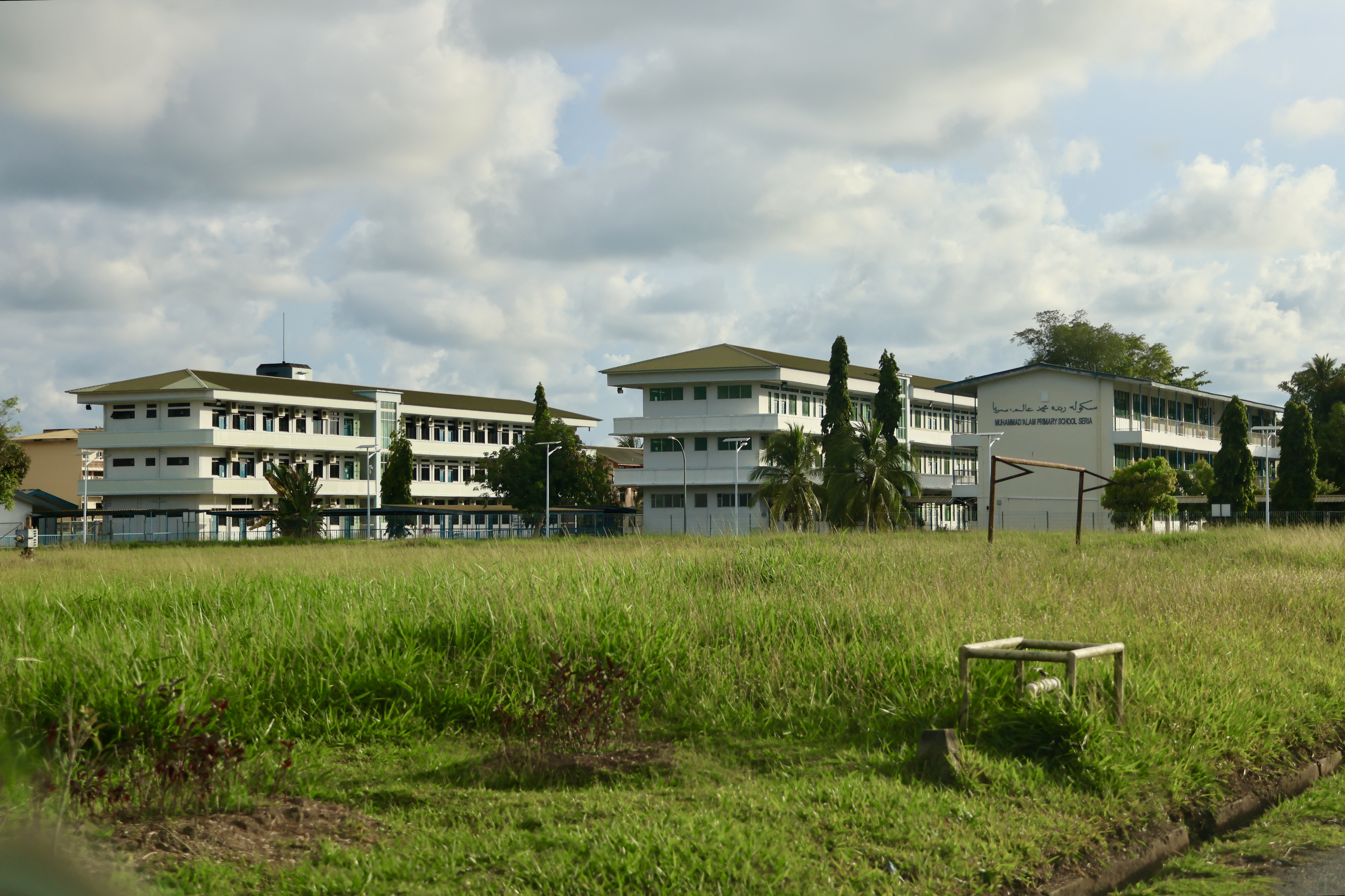
Nach Alam benannte Grundschule in Brunei (2024)

Muhammad Alam (arabisch محمد عالم; gestorben 1828) war der 22. Sultan von Brunei. Er regierte von 1826 bis 1828. Er erhielt den Beinamen „Raja Api“ (Feuerkönig).

## Herkunft
Muhammad Alam war der Sohn von Sultan Muhammad Kanzul Alam, des 21. Sultan von Brunei. Er war der Bruder von Raja Isteri Pengiran Anak Nur Alam, der Mutter von Sultan Omar Ali Saifuddin II.

## Thronfolge
Als Sultan Muhammad Kanzul Alam starb, sollte Omar Ali Saifuddin II., der Sohn des legitimen Erben Muhammad Jamalul Alam I. Sultan werden, dessen Vater 1804 plötzlich gestorben war. Im Kampf um die Macht nutzte Muhammad Alam den Anspruch des minderjährigen Omar Ali Saifuddin und usurpierte später den Thron für sich selbst.

## Machtkämpfe
Sultan Muhammad Alam war bekannt als grausamer Herrscher und erhielt deshalb den Namen „Raja Api“ (Feuerkönig). Als er den Thron ohne Legitimation an sich riss, verärgerte er die Mitglieder des Hofes, unter anderem auch seine Schwester Raja Isteri Pengiran Anak Nur Alam, die seine Herrschaft heftig anfocht. Sie bestätigte den Anspruch ihres eigenen Sohnes.
Auch der Chief of Kampung (malaiisch Burong Pingai), Mentri Abdul Hak, lehnte sich gegen ihn auf.
Die Schwester, Raja Isteri Pengiran Anak Nur Alam, konnte eine Gefolgschaft hinter sich versammeln, so dass sie eine Revolte gegen den Sultan anzetteln konnte. Der Raja Api wurde abgesetzt und floh nach Pulau Chermin.

## Tod
In Abwesenheit wurde er zum Tod verurteilt und in Pulau Chermin stranguliert. Sein Neffe, Omar Ali Saifuddin II. wurde sein Nachfolger.
Sein Todesdatum ist nicht sicher, da es in unterschiedlichen Quellen verschieden angegeben wird. D.E. Brown (1970) stützt sich auf Hugh Low (1880) und James Brooke (Mundy, 1848), wenn er annimmt, dass der Sultan um 1824 starb. Der Stammbaum der königlichen Familie von Brunei (Brunei Royal Family Tree) gibt das Ende seiner Herrschaft mit 1828 an und verzeichnet seinen Tod in diesem Jahr.